# ムーンダスト

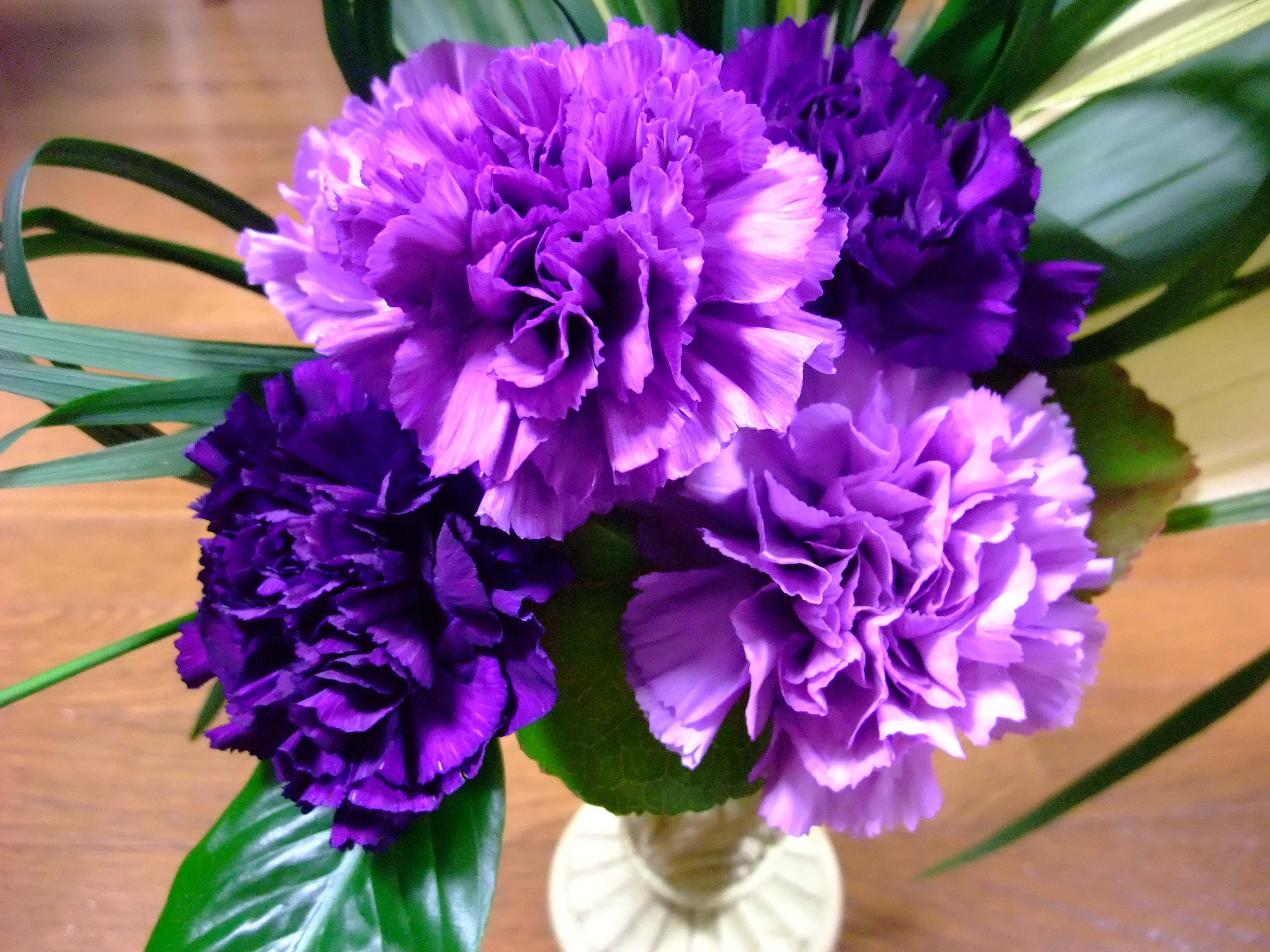
ムーンダストの切り花

ムーンダスト (Moondust) は、日本のサントリーフラワーズと、オーストラリアの植物工学企業であるCalgene Pacific（現：Florigene）との共同研究開発により、遺伝子組み換え技術を経て誕生した、世界で初めての青紫色のカーネーションである。花言葉は「永遠の幸福」である。

## 経緯
本来、カーネーションには青色色素が存在せず、青系カーネーションは存在しなかったが、ペチュニアやビオラからデルフィニジン系の色素合成遺伝子を取得し、カーネーションのゲノムへ組み込む事により誕生。1997年から「ムーンダスト」として発売されているが、当初は都会の一部の有名生花店や、各種のイベント、結婚式や特別な場所で使われる程度で、一般的に目にすることは少なかった。その後、徐々に種類が追加され、2005年2月に全国に初めて発売され、現在では比較的入手しやすくなっているが、一般的な生花店ではあまり扱われていない。2004年には、青いバラと共にグッドデザイン賞金賞を受賞している。地方生産地は、コロンビアやエクアドルにて、温室で栽培されている。航空便にて世界各国にも出荷され、切花市場へと流通する。花持ちが良く、種類によっては最長で1ヵ月程度咲き続ける。
カルタヘナ法（遺伝子組換え生物等の使用等の規制による生物の多様性の確保に関する法律）における「第一種」に平成16年6月に認可され、遺伝子拡散防止措置を行った、切花のみの形態で流通する。サントリーの発表では、2005年に約1800万本を販売した。花言葉は、「永遠の幸福」。現在、6種類販売され、大型で一輪咲きの「スタンダードタイプ」として、濃紫色の「ベルベットブルー」、濃い青紫系の「プリンセスブルー」、桃色に近い青味がかった「ライラックブルー」、大輪4色の中で一番淡い「アクアブルー」と言う名で4種、枝の先端で多数に枝分かれし多花性の「スプレータイプ」として、青紫色の「アメジストブルー」、桃色に近い青味がかった「パールブルー」の2種類が発売されている。流通量が少なく、特別なイベント、結婚式や贈答品のフラワーアレンジメントの素材として使われている。

## 原理
アントシアニンは赤から青までの色調を示すフラボノイド系の色素群である。アントシアニンのアグリコンのことをアントシアニジンとよび、アントシアニジンのなかでもB環の水酸基が1つのものをペラルゴニジン、2つのものをシアニジン、シアニジンの3′位の水酸基がメトキシ化されたものをペオニジン、水酸基が3つのものをデルフィニジン、デルフィニジンの5′位の水酸基がメトキシ化されたものをペチュニジン、デルフィニジンの3′,5′位の水酸基がメトキシ化されたものをマルビジンという。アントシアニンの青色発色機構には様々なものがある。アントシアニジンの種類、アントシアニンの存在する植物細胞中の液胞のpH、金属イオンの種類や量、分子内または分子間でのコピグメント（copigment, 補色素、助色素）、超分子形成などである。ムーンダストにおいては、アントシアニジンの種類を変化させることで青色を発色させている。すべてのアントシアニンはアルカリ側では青色になる。デルフィニジン系のアントシアニンは比較的酸性側でも青色であることを利用している。カーネーションには、フラボノイド生合成系でジヒドロケンペロールやジヒドロケルセチンからジヒドロミリセチンへ変換する酵素、フラボノイド-3',5'-ヒドロキシラーゼ(F3′5′H)がない。そのため、デルフィニジン系のアントシアニンを合成できない。ジヒドロケンペロールからロイコペラルゴニジン、ジヒドロケルセチンからロイコシアニジン、ジヒドロミリセチンからロイコデルフェニジンへ、ジヒドロフラボノールレダクターゼ(DFR)によってそれぞれ変換される。そして、ロイコペラルゴニジン、ロイコシアニジン、ロイコデルフェニジンからペラルゴニジン、シアニジン、デルフェニジンにアントシアニジンシンターゼによって変換される。そこで、カーネーションにおいてもデルフィニジン系のアントシアニンを合成させるために、ペチュニアやパンジーからF3′5′HのcDNAを単離してカーネーションに導入した。青紫色カーネーション11363（FLO-11363-1）においては、パンジー由来のF3′5′HのcDNAのほかに、ペチュニア由来のDFRの遺伝子、形質転換体の選択マーカー遺伝子としてスルホニルウレア系除草剤であるクロルスルフロンに耐性を与える耐性変異型のタバコ由来アセト乳酸合成酵素 (ALS) の遺伝子が導入されている。
ペチュニア由来のDFR遺伝子も導入されている理由は、カーネーションの内在性のDFRはペラルゴニジン生合成にも関与するが、パンジー由来のDFRはジヒドロケンペロールを基質として利用できない基質特異性によってペラルゴニジン生合成に関与できないことに関わりがある。カーネーションの内在性のDFRがあるとペラルゴニジンが合成されてしまう。そこで、カーネーションの母本としてDFRを欠失していて、アントシアニンを合成できない白色花の品種が選択された。その母本にパンジー由来のF3′5′HのcDNAとペチュニア由来のDFRの遺伝子を導入すれば、ペラルゴニンジン合成ができないがデルフィニジンやシアニジンの生合成ができるため、よりアントシアニジン中のデルフィニジンの存在比率が上がり、より青みを増すためである。

## 歴史
- 1980年代: サントリーの花の開発が始まる。
- 1989年: サフィニアが発売される。
- 1990年: サントリーと現フロリジーン社が青いバラを目指し、本格的な開発が開始される。
- 1995年: ムーンダストが誕生。
- 1997年: 日本でムーンダストが一部の地域のみ（東京都などの都心部）において、発売が開始される。「パールブルー」の発売が開始される。
- 1999年: 「スプレータイプ」の「アメジストブルー」が発売開始。
- 2001年: 「ライラックブルー」「プリンセスブルー」が発売開始。
- 2002年: サントリーから花部門が分離され、サントリーフラワーズとなる。「ベルベットブルー」が発売される。
- 2004年: 農林水産省のカルタヘナ法の第一種に認可される。
- 2005年: 全国で発売開始。
- 2009年:「アクアブルー」が発売開始。